# Etienne De Wilde
Etienne De Wilde (Wetteren, 23 maart 1958) is een Belgisch voormalig wielrenner, die vooral op de baan grote successen behaalde. Hij won 38 zesdaagsen en in 1993 werd hij wereldkampioen puntenkoers. 

## Biografie

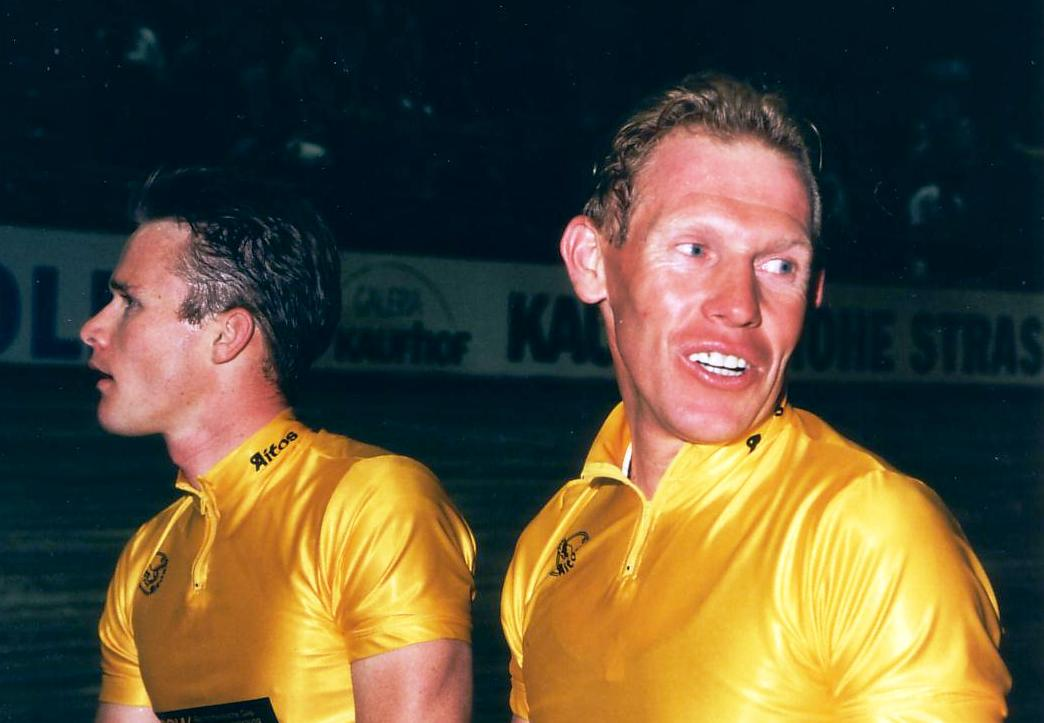
De Wilde en Matthew Gilmore in 1998

De Wilde was beroepswielrenner van 1980 tot 2001 en heeft een enorme staat van dienst op de weg zowel als op de baan. Hij was in het begin van zijn carrière meer actief op de weg, later combineerde hij wegwedstrijden met het rijden op de baan. Aan het einde van zijn wielerloopbaan beperkte hij zich tot het baanwielrennen.  
Hij nam in totaal aan 197  zesdaagsen deel en heeft 38 overwinningen op zijn naam staan, waarmee hij een gedeelde zevende plaats inneemt op de ranglijst aller tijden. Van deze 38 overwinningen won hij er dertien samen met de Duitser Andreas Kappes.
De Wilde behaalde in 2000 als koppelgenoot van Matthew Gilmore een zilveren medaille in het baanwielrennen op de Olympische Spelen in Sydney op het nummer ploegkoers.
De Wilde is tweemaal getrouwd geweest. Uit zijn eerste huwelijk heeft hij een zoon en een dochter.

## Overwinningen

### Zesdaagsen
| Nr. | Jaar | Zesdaagse van | Samen met               |
| --- | ---- | ------------- | ----------------------- |
| 1   | 1983 | Gent          | René Pijnen             |
| 2   | 1985 | Parijs        | Stan Tourné             |
| 3   | 1985 | Gent          | Stan Tourné             |
| 4   | 1987 | Antwerpen     | Danny Clark             |
| 5   | 1987 | Gent          | Danny Clark             |
| 6   | 1988 | Keulen        | Stan Tourné             |
| 7   | 1988 | Antwerpen     | Stan Tourné             |
| 8   | 1989 | Parijs        | Charly Mottet           |
| 9   | 1989 | Dortmund      | Andreas Kappes          |
| 10  | 1989 | München       | Andreas Kappes          |
| 11  | 1989 | Gent          | Stan Tourné             |
| 12  | 1990 | Keulen        | Andreas Kappes          |
| 13  | 1990 | Stuttgart     | Volker Diehl            |
| 14  | 1990 | Antwerpen     | Eric Vanderaerden       |
| 15  | 1990 | Bordeaux      | Gilbert Duclos-Lassalle |
| 16  | 1991 | Keulen        | Andreas Kappes          |
| 17  | 1991 | Bremen        | Andreas Kappes          |
| 18  | 1991 | Stuttgart     | Andreas Kappes          |
| 19  | 1991 | Antwerpen     | Rudy Dhaenens           |
| 20  | 1991 | München       | Andreas Kappes          |
| 21  | 1991 | Gent          | Tony Doyle              |
| 22  | 1992 | Bremen        | Andreas Kappes          |
| 23  | 1992 | Gent          | Jens Veggerby           |
| 24  | 1993 | Stuttgart     | Andreas Kappes          |
| 25  | 1993 | Antwerpen     | Konstantin Khrabzov     |
| 26  | 1994 | Antwerpen     | Jens Veggerby           |
| 27  | 1994 | Stuttgart     | Jens Veggerby           |
| 28  | 1994 | Gent          | Danny Clark             |
| 29  | 1995 | Stuttgart     | Danny Clark             |
| 30  | 1995 | München       | Erik Zabel              |
| 31  | 1995 | Bordeaux      | Frederic Magne          |
| 32  | 1995 | Gent          | Andreas Kappes          |
| 33  | 1996 | Keulen        | Andreas Kappes          |
| 34  | 1997 | Keulen        | Olaf Ludwig             |
| 35  | 1997 | Gent          | Matthew Gilmore         |
| 36  | 1998 | Milaan        | Silvio Martinello       |
| 37  | 1998 | Leipzig       | Andreas Kappes          |
| 38  | 1999 | Berlijn       | Andreas Kappes          |

| Aantal | Samen met |
| ------ | --- |
| 13     | - Andreas Kappes |
| 5      | - Stan Tourné |
| 4      | - Danny Clark |
| 3      | - Jens Veggerby |
| 1      | - René Pijnen - Charly Mottet - Volker Diehl - Erik Vanderaerden - Gilbert Duclos-Lassalle - Rudy Dhaenens - Tony Doyle - Konstantin Khrabzov - Erik Zabel - Frederic Magne - Olaf Ludwig - Matthew Gilmore - Silvio Martinello |

### Piste
| Jaar | BK | EK                             | WK                             | Overig         |
| ---- | -- | ------------------------------ | ------------------------------ | -------------- |
| 1987 |    | Ploegkoers                     |                                |                |
| 1989 |    |                                |                                | F.I.C.P Omnium |
| 1993 |    |                                | Puntenkoers                    |                |
| 1995 |    | Ploegkoers                     |                                |                |
| 1997 |    | Ploegkoers                     |                                |                |
| 1998 |    |                                | Ploegkoers met Matthew Gilmore |                |
| 2000 |    | Ploegkoers met Matthew Gilmore |                                | OS Ploegkoers  |
| 2001 |    | Ploegkoers met Matthew Gilmore |                                |                |

### Weg
1978
Baardegem
Brussel - Opwijk
GP Faber
Seraing - Aachen - Seraing
1979
Brussel - Opwijk
2e en 4e etappe Ronde van Namen
Eindklassement Ronde van Namen
Circuit du Hainaut
1980
GP van Isbergues
Berlare
Nevele
12e etappe Ronde van Spanje
1981
1e etappe (deel A) Driedaagse van De Panne
Omloop van West-Brabant
Wetteren
Velaines
1982
1e etappe Vierdaagse van Duinkerke
3e etappe Ronde van Picardië
GP Zele
GP Waregem
Wetteren
Flèche Picarde
1983
Dwars door Vlaanderen
GP Sint Niklaas
2e etappe Ronde van Picardië
Destelbergen
Laarne
Flèche Picarde
1984
Circuit des Frontières
1985
1e etappe Catalaanse Week
Zele
Temse
1986
1e etappe Ronde van de Aude
Wetteren
Merelbeke
1987
Nokere Koerse
Scheldeprijs
2e etappe Ronde van Picardië
Boucles Parisiennes
Ninove
1988
 Belgisch kampioen op de weg, Elite
GP Wielerrevue
2e etappe Ronde van de Middellandse Zee
4e etappe Parijs-Nice
1e etappe (deel A) Driedaagse van De Panne
Proloog Ronde van België
Beveren-Leie
Hasselt-Spalbeek
Sint-Katelijne-Waver
Scherpenheuvel
1989
Kampioenschap van Vlaanderen - Koolskamp
Omloop Het Volk
4e etappe Tour d'Armorique
1e, 3e en 4e etappe Ster van Bessèges
Eindklassement Ster van Bessèges
3e etappe (deel A en B) Ronde van de Middellandse Zee
6e etappe Ronde van de Middellandse Zee
1e en 2e etappe Parijs-Nice
7e etappe Ronde van Frankrijk
Laarne
Herselt
Geraardsbergen
Aalst
1990
La Marseillaise
3e etappe Ronde van de Middellandse Zee
2e etappe Parijs-Nice
1e etappe Ronde van België
Circuit des Frontières
1991
3e etappe Ronde van Frankrijk
GP Wielerrevue
Ronse
1993
Wetteren
1994
Omloop van het Houtland
Ennepetal
1995
Wetteren
1997
Köln-Rodenkirchen
1998
Omloop van het Houtland
GP Dr. Eugeen Roggeman – Stekene
Dentergem
1999
GP Stad Zottegem - Tistaertprijs
Omloop van het Houtland
Deurne
Antwerpen

## Resultaten in voornaamste wedstrijden
| Jaar | Ronde van Italië | Ronde van Frankrijk | Ronde van Spanje |
| ---- | ---------------- | ------------------- | ---------------- |
| 1980 |                  |                     | 45e (1)          |
| 1981 |                  |                     |                  |
| 1982 |                  | opgave              |                  |
| 1983 |                  | opgave              |                  |
| 1984 |                  | opgave              |                  |
| 1985 |                  |                     |                  |
| 1986 |                  |                     |                  |
| 1987 |                  |                     |                  |
| 1988 |                  | 103e                |                  |
| 1989 |                  | 101e (1)            |                  |
| 1990 |                  | opgave              |                  |
| 1991 |                  | 125e (1)            |                  |
| 1992 |                  | 120e                |                  |
| 1993 |                  |                     |                  |

| Jaar | Milaan-San Remo | Gent-Wevelgem | Ronde van Vlaanderen | Parijs-Roubaix | Amstel Gold Race | Luik-Bast.‑Luik | Omloop Het Volk | Parijs-Tours | Parijs-Brussel |  | WK op de weg |  | Wereldranglijsten |
| ---- | --------------- | ------------- | -------------------- | -------------- | ---------------- | --------------- | --------------- | ------------ | -------------- |  | ------------ |  | ----------------- |
| 1980 | 34e             | 25e           |                      |                |                  |                 |                 | 5e           | 13e            |  |              |  |                   |
| 1981 | 8e              | 19e           | 18e                  |                |                  |                 |                 |              |                |  |              |  |                   |
| 1982 |                 |               | 27e                  | 31e            | 14e              |                 | 9e              | 50e          | 22e            |  |              |  |                   |
| 1983 |                 | 5e            | 17e                  |                | 5e               |                 | 5e              | 21e          |                |  |              |  |                   |
| 1984 |                 |               |                      |                |                  |                 |                 | 7e           | 8e             |  |              |  |                   |
| 1985 | 10e             | 20e           |                      | 16e            |                  |                 | 9e              | 48e          | 6e             |  |              |  |                   |
| 1986 |                 | 27e           | 17e                  | 16e            |                  | 22e             |                 |              | 55e            |  |              |  |                   |
| 1987 | 76e             | Zilver        | 36e                  | 12e            |                  |                 | 14e             |              | 10e            |  | 68e          |  |                   |
| 1988 | 14e             | 12e           | 11e                  |                | 17e              |                 | 6e              |              |                |  |              |  |                   |
| 1989 | 10e             | 8e            | 15e                  | 14e            | 25e              |                 | Goud            | 62e          |                |  |              |  | 30e (UWB)         |
| 1990 |                 | 13e           |                      | 41e            |                  |                 | Brons           |              | 57e            |  |              |  |                   |
| 1991 | 20e             |               | 62e                  | 67e            | 94e              |                 | 10e             | 44e          | 39e            |  |              |  |                   |
| 1992 | 8e              | 19e           | 60e                  | 6e             | 13e              |                 | 19e             | 14e          |                |  |              |  |                   |
| 1993 |                 |               |                      |                |                  |                 |                 |              | 19e            |  |              |  |                   |

Wielerploegen van Etienne De Wilde
Bellet ·
Beyssens ·
Borguet ·
Criquielion ·
De Muynck ·
De Smet ·
De Wilde ·
Desaever ·
Jesson (tot 15/06) ·
Kelly ·
Malfait ·
Meslet ·
Peeters ·
Plummer ·
Pollentier ·
Sonnet ·
Van Calster ·
Van Den Bossche ·
Wynants
Bellet ·
Borguet ·
Broers ·
Colman ·
Criquielion ·
Dalgal ·
De Muynck ·
De Smet ·
De Wilde ·
Devos ·
Girard ·
Kelly ·
Malfait ·
Nilsson ·
Onghena ·
E. Planckaert ·
W. Planckaert ·
Plummer ·
Urbany ·
Van Calster ·
Van Den Bossche ·
Wynants ·
Wyffels
Alban ·
Bazzo ·
Bondue ·
De Muynck ·
De Wilde ·
Demeyre ·
Dithurbide ·
Durant ·
Guyot ·
Jourdan ·
Larpe ·
Maas ·
Sherwen ·
Simon ·
Vallet ·
Van Den Haute ·
Vandenbroucke ·
Vanoverschelde
Alban ·
Biondi ·
Bondue ·
Corre ·
De Maerteleire ·
De Muynck ·
De Wilde ·
Dithurbide ·
Gallopin ·
Guyot ·
Jourdan ·
Levavasseur ·
Sherwen ·
Simon ·
Vallet ·
Van Den Haute ·
Vandenbroucke ·
Vanoverschelde
Alban ·
Arnaud ·
Barrault ·
Beau ·
Biondi ·
Bondue ·
Braun ·
Campion ·
De Wilde ·
Delaurier ·
Le Bon ·
Levavasseur ·
Roche ·
Sherwen ·
J. Simon ·
R. Simon ·
Van Den Haute ·
Vandenbroucke ·
Vanoverschelde
Brusselman ·
Christiaens ·
Cocquyt ·
Criquielion ·
De Wilde ·
De Wolf ·
Delaurier ·
Devos ·
Dhaenens ·
Goffin ·
Haex ·
Jacobs ·
Lamote ·
Matthys ·
Meuwissen ·
Morjean ·
Pools ·
Rogiers ·
Seiz (tot 25/08) ·
Thoelen ·
Tourné ·
Van Leeuwe ·
Vandenbrande ·
Wampers ·
Wynants ·
Wyder
Boulanger · 
Ceci · 
Clark · 
Dalgal · 
De Wilde · 
Haghedooren ·
Ilegems · 
Janssens ·
Kools ·   
Messelis · 
Nuttall ·
Peeters · 
Frank Pirard · 
Frits Pirard · 
Schurgers · 
Tourné · 
Van Camp ·
Van Der Vorst (tot 15/06) · 
Van Ende · 
Van Impe ·
Van Oyen ·
Vanhaerens
Boulanger · 
Ceci · 
Clark (tot 28/02) · 
Dalgal · 
De Wilde · 
Haghedooren ·
Heynderickx ·
Ilegems · 
Kools ·   
Kuiper ·
Lilholt ·
Mertens ·
Messelis · 
Meuwissen ·
Nevens ·
Peeters · 
Pirard · 
Schurgers (tot 15/02) · 
Tourné · 
Van Ende · 
Van Oyen ·
Van Slycke · 
Vanhaerens ·
Verleyen ·
Wijnant · 
Wijnants
Ceci · 
Chevallier ·
De Wilde · 
D'Hont · 
Diehl · 
Frison · 
Gaigne · 
Haghedooren ·
Harmeling ·   
Heynderickx ·
Holm ·
Ilegems · 
Leblanc ·
Lilholt ·
Mertens ·
Messelis (tot 15/07) · 
Meuwissen (tot 30/04) ·
Nevens ·
Patry · 
Peeters · 
Pirard · 
Roosen · 
M. Seynaeve · 
S. Seynaeve · 
Thevenin ·
Van Slycke · 
Virvaleix ·
Wijnant
Biondi · 
Chevallier ·
Clark · 
Colyn · 
De Wael ·
De Wilde · 
Diehl · 
Frison · 
Haghedooren ·
Harmeling ·   
Holm ·
Lilholt ·
Moreau ·
Nevens ·
Patry · 
Peeters · 
Pillon · 
Roche · 
Roosen · 
Thevenin ·
Van Slycke · 
Verstrepen ·
Virvaleix
Ampler ·  
Colyn · 
De Wael ·
Dewailly ·
De Wilde ·  
Frison ·   
Holm ·
Hundertmarck ·
Huygens ·
Kappes ·
Lehnert · 
Lilholt ·
Peeters · 
Sels · 
Speaks · 
Stumpf · 
Thevenin ·
Van Itterbeeck · 
Verstrepen ·
Virvaleix · 
Evenepoel (stagiair)
Ampler ·
Bölts ·
Farazijn ·
De Wilde ·
Gänsler ·
Gröne ·
Henn ·
Heppner ·
Holzmann · 
Hübner ·
Kappes ·
M. Madiot ·
Y. Madiot ·
Matwew ·
Peeters ·
Schleicher · 
Stumpf ·
Wolf
Aldag ·
Ampler ·
Audehm ·
Bölts ·
De Wilde ·
Gröne ·
Hanegraaf ·
Henn ·
Heppner ·
Holm ·
Krieger · 
Kummer ·
Ludwig ·
Merckx ·
Raab ·
van Orsouw ·
Wesemann ·
Zabel ·
Teutenberg (stagiair) ·
Werner (stagiair)
van Aert ·
van den Akker ·
Biets · 
Coppens ·
Corvers ·
De Clercq ·   
De Wilde ·  
Eeckhout ·
Evenepoel (tot 30/06) ·
Fleischer ·
Haghedooren ·
Heynderickx ·
Lapage ·
Moermans · 
Peers · 
Piątek · 
van der Poel ·
Streel ·
Szostek · 
Thijs · 
Van Lancker · 
Van Itterbeeck ·
Van Slycke ·
Veenstra ·
Verbeken ·
Verstrepen · 
Francois (stagiair) · 
Vandaele (stagiair)